# (4416) Ramsès
(4416) Ramsès, désignation internationale (4416) Ramses, est un astéroïde de la ceinture principale.

## Description
(4416) Ramsès est un astéroïde de la ceinture principale. Il fut découvert par Cornelis Johannes van Houten et Tom Gehrels le 24 septembre 1960 à l'observatoire Palomar. Il présente une orbite caractérisée par un demi-grand axe de 2,153 UA, une excentricité de 0,1719 et une inclinaison de 1,175° par rapport à l'écliptique.
Il fut nommé en hommage à Ramsès II, pharaon de la XIXe dynastie.

## Compléments